# 260 Huberta
260 Huberta eller A906 VH är en asteroid i de yttre delarna av huvudbältet, som upptäcktes den 3 oktober 1886 av den österrikiske astronomen Johann Palisa. Den namngavs efter helgonet Sankt Hubertus.
Den tillhör asteroidgruppen Cybele.
Hubertas senaste periheliepassage skedde den 28 december 2020. Dess rotationstid har beräknats till 8,29 timmar.